# Црква Свете Тројице у Гроцкој
Црква Свете Тројице у Гроцкој подигнута је 1883. године на темељима старије цркве из 1828. Црква је једнобродна грађевина засведена полуобличастим сводом, са једном полукружном апсидом на источном и припратом на западном делу, изнад које се издиже двоспратни звоник. У основи и обради фасада црква је изведена у класицистичком духу, са примесама романтичарске архитектуре. Налази се у центру Гроцке, на самом улазу у Грочанску чаршију, утврђену за непокретно културно добро као просторно културно-историјска целина од великог значаја.

## Историја
Први поуздани подаци о постојању црквених објеката у Гроцкој налазе се у попису цркава београдске архидијацезе из 1732. године, где се детаљно описују две цркве, стара и горња, са многобројним покретним предметима.
Стара црква се налазила у доњем делу вароши, „под махалом, малена, стара, освешчаја“ са „духарима од ћерпића покривена циглоју“. У овом попису детаљно је описан и црквени инвентар: „јеванђеље сребром оковано – српска штампа, друго Јеванђеље рукописно, Литургија штампана у Москви, Апостол московски, Зборник српски, Псалтир српски стари“, а наводе се и златарски радови, предмети од различитих метала и црквене одежде и тканине. Иконе иконостаса су пописане по својиј тематици, без детаљнијих података. Познато је да је иконостас обухватао 31 икону.
Горња црква је била бивша стара турска џамија која је служила као неосвећена богомоља са допуштењем митрополита Мојсија Петровића. Налазила се на западном делу вароши, у близини данашње цркве. И ова црква је имала старе богослужбене књиге и била је опремљена разним богослужним предметима и богатим црквеним одеждама. У попису се наводи и 25 икона које су украшавале ову цркву.
На плану Гроцке из 1739. године, који се чува у бечком ратном архиву налазе се обе ове цркве, али и трећа, која је лоцирана јужно од махале, на десној обали Грочице, о којој не постоје други податци. Вероватно је да су обе цркве страдале у бурним догађајима наше историје крајем 18. и почетком 19 века. Јоаким Вујић у свом Путешествију по Сербији, приликом кога је 1823. године посетио Гроцку, наводи да у „у овој вароши находи се једна оскудна црква, која је од дрвета и плетера начињена и скоро порушена“. Осим тога, помиње и школу са 22 ученика која се налазила у црквеној порти.

### Нова црква у Гроцкој
Убрзо по стицању аутономије Србије, након вишевековне турске власти, становници Гроцке обраћају се 1828. године кнезу Милошу молбом за зидање нове цркве уместо старе, већ оронуле. Исте године отпочело је зидање нове цркве. Већ у августу се у зидању дошло до свода, и црква је завршена исте године, што потврђује писмо Грочана кнезу Милошу из 1828. године, уз које је приложена и спецификација трошкова око изградње.

## Зидање Цркве Свете Тројице
Ова нова црква није дуго постојала. Убрзо је срушена и већ 1883. године на њеним темељима подигнута је данашња црква Свете Тројице.
- Црква Свете Тројице

## Изглед цркве
Црква Свете Тројице подигнута је 1883. године као једнобродна засведена грађевина са једном полукружном апсидом на источном и припратом на западном делу, изнад кога де диже двоспратни звоник. Изнад проскомидије и ђаконикона се уздижу два полигонална кубета. Целокупан архитектонски склоп цркве, као и обрада фасаде, заснива се на класицистичкој концепцији са елементима романтизма.

### Иконостас
Иконостас Цркве Свете Тројице је такође конципиран у духу класицизма. По хоризонтали је подељен архитектонским, профилисаним венцима и три јаруса, док је вертикална подела извршена помоћу канелираних стубова, са коринтским капителима обојеним у бело и украшеним позлаћеном цветном витицом. Горњи део иконостаса се завршава карактеристичним класицистичким архитектонском елементима: профилисаним кровним венцем, троугластим тимпаном у средини, симетрично конципираном атиком са урнама на врху. На иконостасу има укупно 27 икона које је осликао академски сликар Никола Марковић.

### Зидно сликарство
Зидну декорацију чине велике сликане зидне површине на своду над солејом, у пандантифима и изнад хора. Изнад солеје је попрсје Исуса Христа Пантоктатора, а северно су попрсје краља Милутина и попрсје цара Уроша. У пандантифима су осликани јеванђелисти, а изнад хора Симеон Мироточиви и Цар Лазар. Зидне композиције и део молераја обновио је 1966. године сликар Слободан Русковић.
- Капија на улазу у порту
- Икона Св. Тројице изнад улаза у цркву
- Чесма у црквеној порти
- Бунар у црквеној порти